# ヴォルヴィック
ヴォルヴィック （Volvic、オック語:Vorvic）は、フランス、オーヴェルニュ＝ローヌ＝アルプ地域圏、ピュイ＝ド＝ドーム県のコミューン。クレルモン＝フェランの北約14kmに位置する。

## 歴史

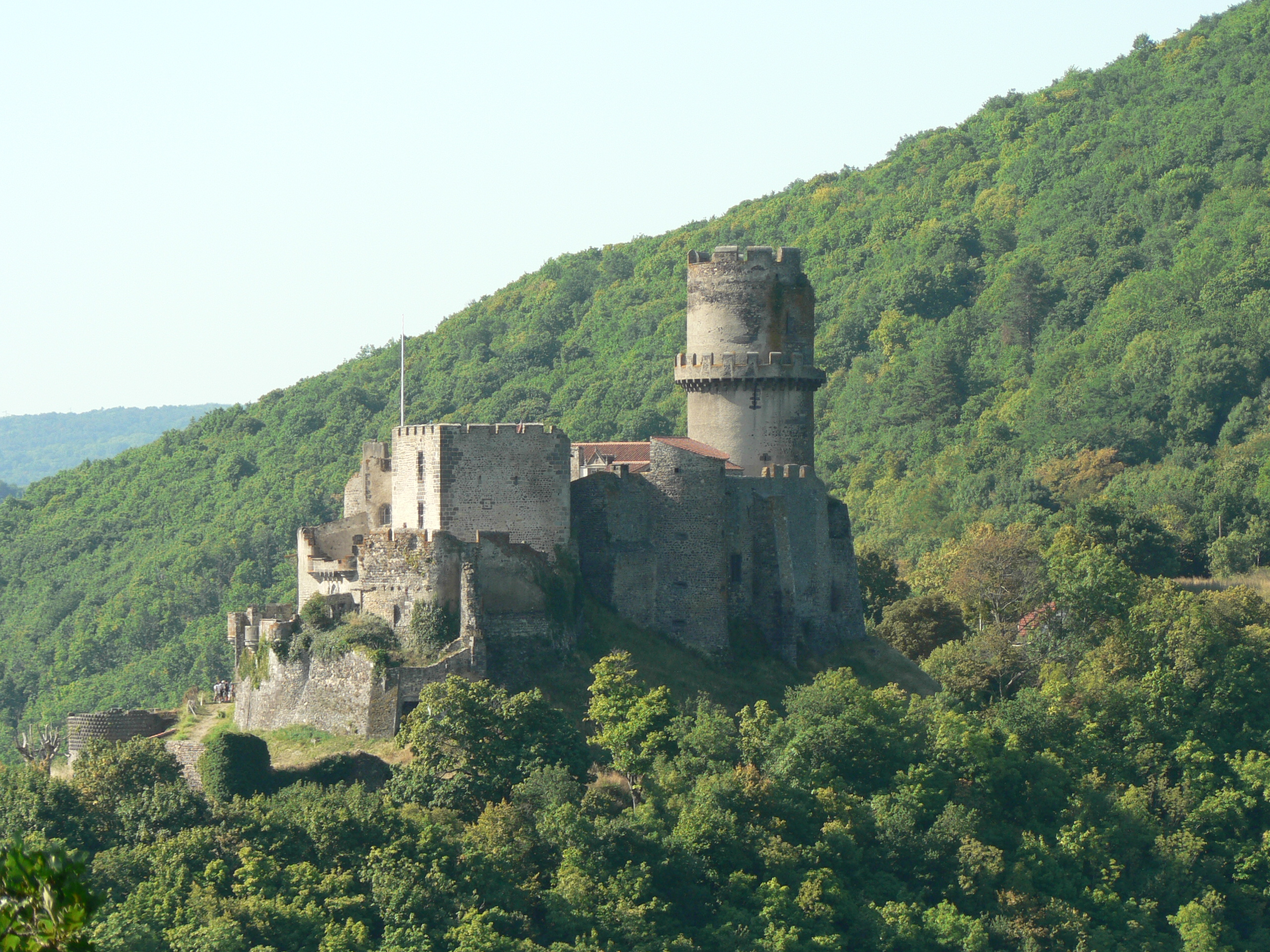
トゥルノエル城

ヴォルヴィックの名が初めて歴史上に登場するのは5世紀である。7世紀、クレルモン司教プリストがこの地で殺害され、埋葬された。
ヴォルヴィックはトゥルノエル子爵の本拠地が置かれ、トゥルノエル城（fr:Château de Tournoël）は10世紀に既に知られていた。城はのちにオーヴェルニュ伯の所有となるが、フランス王フィリップ2世に没収された。
ヴォルヴィックはミネラルウォーター（日本国内では「ボルヴィック」の名で知られる。厳密には誤り。本来なら上記項目の表記となる）の水源地として知られている。1938年に初めてガラスボトルに入れて売り出され、現在は世界的に有名である。コミューン内に2つの工場が稼働しており、コミューン内の雇用を生み出している。
ヴォルヴィック石（fr:Pierre de Volvic）とは、薄灰色から濃灰色をした、火山性の岩石である。頑丈なこの石は13世紀以降、クレルモン＝フェランやリオンにある建物の材料として使われてきた。

## 姉妹都市
- キリームア（en:Kirriemuir）、スコットランド
- ウンターシュナイドハイム（de:Unterschneidheim）、ドイツ